# Told
Told is een plaats (község) en gemeente in het Hongaarse comitaat Hajdú-Bihar. Told telt 387 inwoners (2001).